# Монумент независимости Узбекистана
Монумент независимости Узбекистана находится на Площади независимости в Ташкенте. Он представляет собой украшенную орнаментальным узором металлическую сферу, на которой фигурирует карта Узбекистана. Установлен в 1992 году на постаменте памятника В. И. Ленину (1974 год, архитектор Сабир Адылов, скульптор Николай Томский).

Монумент независимости Узбекистана

В декабре 2005 года в ходе архитектурной реконструкции площади Мустакиллик памятник дополнен скульптурой «Счастливой матери» работы Ильхома Джаббарова. Согласно постановлению президента Узбекистана Ислама Каримова от 3 февраля 2006 года, вновь выстроенный комплекс следует именовать «Монументом независимости и гуманизма»: отныне он включает в себя памятник Независимости и «образ счастливой матери».
Символика памятника, прозванного «глобусом Узбекистана», оказала влияние на монументальное искусство Узбекистана 1990-х — 2000-х годах. Он был воспроизведён на плакатах, фресках и в скульптурных сооружениях в разных узбекских городах, самым масштабным из которых стал монумент «Древняя и вечная Бухара». Памятнику были посвящены журналистские статьи и искусствоведческие исследования.